# Samuele Preisig
Samuele Preisig est un footballeur suisse, né le 5 avril 1984 à Chiasso. 

## Clubs successifs
- Jan. 2005-2006 :  FC Concordia Bâle
- 2006-jan. 2008 :  FC Aarau
- jan. 2008-2012 :  AC Lugano
- jan. 2013-2014 :  FC Mendrisio Stabio
- 2014-2016 :  AC Bellinzone